# Carltheater
El Carltheatre va ser un teatre d'òperes construït l'any 1847, al lloc on anteriorment s'aixecava el Leopoldstädter Theaters, al carrer Praterstrasse 31 de Viena.

## Història
Després d'un prolongat període de dificultats financeres, el Teatre Leopoldstädter va ser venut l'any 1838 a l'empresari Carl Carl (pseudònim de l'empresari Karl Andreas von Bernbrunn).
L'any 1847 l'antic edifici va ser parcialment enderrocat, i reconstruït d'acord amb els plans dels arquitectes August Sicard von Sicardsburg i Eduard van der Nüll, els quals, posteriorment, construirien l'edifici de l'Òpera de l'Estat de Viena.
Sora la direcció de Carl Carl, el teatre va obrir de nou les seves portes el 10 de desembre de 1847, sota el nou nom de Carltheater. La reinauguració va començar amb un Festiu-Obertura, amb l'amic de Carl, i mestre de capella de Stuttgart, Peter Joseph von Lindpaintner. El punt culminant de l'acte va ser l'estrena de l'obra burlesca Die schlimmen Buben in der Schule (els entremaliats nens a l'escola) de Johann Nestroy. Les dues terceres parts dels ingressos van ser destinats als pobres.
Al teatre es van estrenar moltes obres de Nestroy, així com obres de l'antic teatre popular vienès. Entre els anys 1854 a 1860 Nestroy va actuar al mateix temps com a intèrpret i com a director del teatre. En els següents anys alguns coneguts dramaturgs de Viena van escriure peces per aquest teatre, consolidant la seva fama de teatre d'obres populars i d'operetes vieneses. Després de freqüents canvis d'administració, el teatre va entrar a poc a poc en dificultats financeres i el 31 de maig de 1929 va haver de tancar definitivament. Després, als any 1930-40 només va servir de decorat per enregistrar pel·lícules.
A la Segona Guerra Mundial, i en ocasió d'un bombardeig de l'any 1944, el teatre va quedar gairebé destruït per complet excepte la façana amb gran valor artístic que va quedar dempeus. A causa del perill d'enfonsament va ser enderrocat a mitjan 1951. Al seu lloc s'aixeca avui en dia la Torre Galàxia.

## Estrenes
- Die schlimmen Buben in der Schule, opereta en un acte de Johann Nestroy, 10 de desembre de 1847
- Freiheit in Krähwinkel, farsa amb cançons de Johann Nestroy, 1 de juliol de 1848
- Judith und Holofernes, farsa amb cançons de Johann Nestroy, 13 de març de 1849
- Tannhäuser, òpera amb llibret de Johann Nestroy, música de Carl Binder, 31 d'octubre de 1857
- Das Corps der Rache, opereta de Franz von Suppé, 5 de març de 1864
- Dinorah oder Die Turnerfahrt nach Hütteldorf, òpera paròdica de Franz von Suppé, 4 de maig de 1865
- Leichte Kavallerie oder Die Töchter der Puszta, opereta de Franz von Suppé, 21 de març de 1866
- Die Freigeister, opereta de Franz von Suppé, 23 d'octubre de 1866
- Banditenstreiche, opereta de Franz von Suppé, 27 d'abril de 1867
- Die Frau Meisterin, opereta de Franz von Suppé, 20 de gener de 1868
- Tantalusqualen, opereta de Franz von Suppé, 3 d'octubre de 1868
- Isabella, opereta de Franz von Suppé, 5 de novembre de 1869
- Lohengelb oder Die Jungfrau von Dragant (Tragant), opereta de Franz von Suppé, 30 de novembre de 1870
- Can(n)ebas, opereta de Franz von Suppé, 2 de novembre de 1872
- Fatinitza, opereta de Franz von Suppé, 5 de gener de 1876
- Prinz Methusalem, opereta còmica de Johann Strauss II, 3 de gener de 1877
- Der Teufel auf Erden, opereta de Franz von Suppé, 5 de gener de 1878
- Boccaccio, opereta de Franz von Suppé, 1 de febrer de 1879
- Donna Juanita, opereta de Franz von Suppé, 21 de febrer de 1880
- Die Carbonari, opereta de Carl Zeller, 27 de novembre de 1880
- Wiener Kinder, opereta còmica de Karl Michael Ziehrer, 19 de febrer de 1881
- Der Gascogner, opereta de Franz von Suppé, 22 de març de 1881
- Das Herzblättchen, opereta de Franz von Suppé, 4 de febrer de 1882
- Der Vagabund, opereta de Carl Zeller, 30 d'octubre de 1886
- Die Jagd nach dem Glück, opereta de Franz von Suppé, 27 d'octubre de 1888
- Ein Deutschmeister, opereta de Carl Michael Ziehrer, 30 de novembre de 1888
- Das Modell, opereta de Franz von Suppé, 4 d'octubre de 1895
- Wiener Blut, opereta de Johann Strauss II, 25 d'octubre de 1899
- Die drei Wünsche, opereta de Carl Michael Ziehrer, 9 de març de 1901
- Das süße Mädel, opereta d'Heinrich Reinhardt, 25 d'octubre de 1901
- Der Rastelbinder, opereta de Franz Lehár, 20 desembre de 1902
- Der Göttergatte, opereta de Franz Lehár, 20 de gener de 1904
- Die lustigen Nibelungen, opereta burlesca d'Oscar Straus, 12 de novembre de 1904
- Der Schätzmeister, opereta de Carl Michael Ziehrer, 10 de desembre de 1904
- Krieg im Frieden, opereta d'Heinrich Reinhardt, 24 de gener de 1906
- Ein Walzertraum, opereta d'Oscar Straus, 2 de març de 1907
- Die Dollarprinzessin, opereta de Leo Fall, 2 de novembre de 1907
- Die geschiedene Frau, opereta de Leo Fall, 23 de desembre de 1908
- Zigeunerliebe, opereta de Franz Lehár, 8 de gener de 1910
- Alt-Wien, opereta de Joseph Lanner, 23 de desembre de 1911
- Majestät Mimi, opereta de Bruno Granichstaedten, 11 de febrer de 1911
- Großstadtmärchen, opereta de Richard Fall, 10 de gener de 1920
- Fürst Casimir, opereta de Carl Michael Ziehrer, 13 de setembre de 1913
- Polenblut, opereta d'Oskar Nedbal, 25 d'octubre de 1913
- Die erste Frau, opereta d'Heinrich Reinhardt, 22 d'octubre de 1915
- Glück bei Frauen, opereta de Bruno Granichstaedten, 4 de desembre 1923
- Prinzessin Ti-Ti-Pa, opereta de Robert Stolz, de 1928
- Lenin, tragèdia revolucionària d'Ernst Fischer, 26 de setembre de 1928